# Плимут (Монтсерат)
Плимут (енгл. Plymouth) је де јуре главни град Британске прекоморске територије Монтсерат у Карипском мору. У периоду између 1995. и 1997. године град је значајно страдао услед учесталих ерупција оближњег вулкана Суфри. У августу 1997. године серија снажних ерупција однела је неколико жртава у Плимуту и приморала становништво на евакуацију. Цело место прекривено је слојем вулканског пепела дебљине један и по метар. Плимут је данас „аветињски град“, де јуре је још увек престоница Монтсерата, јер није изграђена адекватна замена. Функционално седиште је привремено премештено на север у село Брејдс.